# Чишма (Кармаскалинский район)
Чишма (баш. Шишмә) — деревня в Кармаскалинском районе Республики Башкортостан Российской Федерации. Входит в состав Адзитаровского сельсовета.

## География

### Географическое положение
Расстояние до:
- районного центра (Кармаскалы): 44 км,
- центра сельсовета (Адзитарово): 10 км,
- ближайшей ж/д станции (Давлеканово): 30 км.

## История
Возникла между 1921 и 1925 гг. В 1925 году в деревне насчитывалось 7 хозяйств.

## Население
| 2002 | 2009 | 2010 |
| ---- | ---- | ---- |
| 81   | ↗83  | ↗84  |

Национальный состав
Согласно переписи 2002 года, преобладающая национальность — башкиры (93 %).